# 金谷駅 (江原道)
金谷駅（クムゴクえき、금곡역）は、現在の大韓民国江原特別自治道鉄原郡に存在した金剛山電気鉄道の駅（廃駅）である。

## 歴史
- 1924年11月1日：金谷里駅として開業[1]。
- 日時不明：金谷駅に改称。
- 1950年：朝鮮戦争により廃止。